# List z domu
List z domu (ang. A Letter From Home) – komiks Dona Rosy z 2004 r.
Historia po raz pierwszy była wydana 20 lutego 2004 r. na łamach duńskiego czasopisma Anders And & Co. Pierwsze polskie wydanie pochodzi z lipca 2005 r.

## Fabuła
Sknerus, w towarzystwie Donalda i siostrzeńców, udaje się do zamku McKwaczów na Ponurych Wzgórzach w Szkocji. Wierzą, że może być tam ukryty skarb templariuszy, nad którym opiekę sprawował skarbnik zakonu, sir Simon McKwacz (historię tego odkrycia Don Rosa opisał w komiksie Korona krzyżowców).
Na miejscu okazuje się, że zamkiem opiekuje się Matylda McKwacz, siostra Sknerusa, z którą nie rozmawiał od 25 lat (tj. od wydarzeń opisanych w tomie Kapitalista z Kalisoty). Ujawnia bratu, że ich zawsze wiedziała o istnieniu skarbu templariuszy, ale nie ujawniono tego faktu Sknerusowi, obawiając się, że zwycięży w nim chciwość.
Niezrażony McKwacz wspólnie z męskimi krewnymi kontynuuje poszukiwania. Ich poczynania pilnie obserwują Maurice d'Naturat i Molay z Międzynarodowej Rady Pieniężnej, którzy mają swoje własne plany co do skarbu.
Kaczkom udaje się pokonać liczne przeszkody (w tym z pomocą wiedzy z Poradnika Młodego Skauta), ale brakuje im ostatniej wskazówki. Tę ostatnią zapewnia Molay, który ujawnia się jako przedstawiciel Zakonu Syjonu i który ma ze sobą koronę krzyżowców, zapewniającą instrukcje co do zdobycia skarbu. Biorąc Matyldę jako zakładniczkę, zmusza McKwacza do otwarcia skarbca. Gdy kaczory próbują obezwładnić napastnika, ten mierzy do Matyldy z pistoletu. Sknerus osłania siostrę własnym ciałem, a Donald, używają Świętego Graala, pozbawia Molaya przytomności.
Sknerus wyznaje siostrze, że nie utrzymywał z nią kontaktu od ćwierć wieku, ponieważ wstydził się tego, w jaki sposób się rozstali i jak wzięła nad nim górę chciwość. Pozwolił, by wszyscy uważali go za bogacza bez serca i nie chciał przyznać, że zazdrościł Donaldowi posiadania rodziny. Najbardziej żałował jednak, że nie miał okazji porozmawiać ze swoim ojcem przed jego śmiercią i dowiedzieć się, czy rozumiał jego zamiłowanie do przygód, czy też widział w nim jedynie groszoroba.
Okazało się, że Fergus McKwacz pozostawił w przedsionku skarbca list do syna. Szukając zajęcia po śmierci Kaczencji, zaczął studiować historię rodu i wytyczać drogę do skarbca. Nie udało mu się do niego dotrzeć, ale wierzył, że pewnego dnia może się to powieść Sknerusowi. Zataił przed synem istnienie skarbu, ponieważ zdał sobie sprawę, że więcej satysfakcji sprawi mu zdobycie bogactwa ciężką pracą. I on, i jego żona zawsze byli dumni ze Sknerusa i wszystkiego, co w życiu osiągnął.

## Nawiązania
Komiks kontynuuje historię opisaną w Koronie Krzyżowców tego samego autora, ale jego treść nawiązuje także do dwóch komiksów Carla Barksa:
- Tajemnica starego zamczyska,
- Kamień filozoficzny[4].